# Gerald Holtom
Para el profesor de investigación en física véase Gerald Holton.
Gerald Herbert Holtom (20 de enero de 1914 - 18 de septiembre de 1985) fue un diseñador profesional y artista británico-francés. Diseñó el logo ND el cual fue adoptado, no exclusivamente, por la campaña británica contra el desarme nuclear (siglas en inglés CND), y se convirtió en un símbolo de paz internacional.

## Símbolo ND
Gerald Holtom se graduó en el Royal College of Art. Se dedicó por muchos años al diseño publicitario y la maquetación de publicaciones. 
Holtom fue un opositor consciente durante la Segunda Guerra Mundial. El 21 de febrero de 1958 diseñó el logo del desarme nuclear para la primera marcha de Aldermaston, organizada por el Comité de Acción Directa (en inglés Direct Action Committee o las siglas DAC) contra la Guerra Nuclear (4-7 de abril de 1958). El uso del logo no fue protegido bajo licencia y se volvió a usar por la Campaña para el Desarme Nuclear, también fundada en 1958; posteriormente el logo se hizo popular en todo el mundo como un símbolo de paz.
El diseño es una combinación de las letras "N" (dos brazos abiertos apuntando hacia abajo en un ángulo de 45 grados) y "D" (un brazo levantado sobre la cabeza) del alfabeto del semáforo, acrónimo inglés de nuclear disarmament (al español, desarme nuclear).
Fue en la oficina de la revista Peace News en 5 Caledonian Road, Londres. N.1. (above Housmans Bookshop) donde se adoptó el símbolo para la campaña del desarme nuclear.
En los Estados Unidos fue introducido por Bayard Rustin, un pacifista amigo de Martin Luther King Jr. Fue ampliamente usado por los opositores a la Guerra de Vietnam en la década de los 60, poniéndose de moda entre los hippies. También adornó el escenario del Festival de Música de Glastonbury; en el año 2017, más de 15.000 personas formaron el símbolo de la paz humano más grande del mundo.
Holtom murió a la edad de 71 años.

Peace symbol
N
D